# Елми Азири
Елми Азири (на албански: Elmi Aziri, на македонска литературна норма: Елми Азири) е икономист и политик от Северна Македония от албански произход.

## Биография
Роден е на 26 юни 1976 година в град Куманово, Социалистическа федеративна република Югославия. Завършва бизнес администрация в Университета на Югоизточна Европа в Тетово в 2001 година и в 2005 година получава магистратура по същата специалност от същия университет. В 2011 година защитава докторска дисертация в Икономическия факултет на Скопския университет. Преподава в Университета на Югоизточна Европа от 2004 година.
На 15 юли 2020 година е избран за депутат от Алианс за албанците в Събранието на Северна Македония.